# Karol Wolfke
Karol Wolfke (ur. 4 czerwca 1915 w Zurychu, zm. 8 marca 2015 we Wrocławiu) – polski prawnik, profesor nauk prawnych, specjalizujący się w prawie międzynarodowym publicznym.

## Życiorys
Był synem Mieczysława Wolfkego i Agnieszki, z d. Ritzmann. W 1922 przyjechał z rodzicami do Polski. Po zdaniu matury i odbyciu służby wojskowej był przez rok studentem Wydziału Mechanicznego Politechniki Warszawskiej. Od 1935 studiował prawo na Uniwersytecie Stefana Batorego i Uniwersytecie Warszawskim. Powołany do wojska jako podporucznik rezerwy łączności, walczył w wojnie obronnej 1939, uczestniczył w obronie twierdzy Modlin jako dowódca plutonu radio w kompanii łączności 8 Dywizji Piechoty. Po kapitulacji dostał się do niewoli niemieckiej, przebywał w Oflagu VII A Murnau.
W grudniu 1945 powrócił do Polski, na początku 1946 uzyskał tytuł magistra prawa na Uniwersytecie Warszawskim, od października 1946 pracował jako starszy asystent w Katedrze Prawa Międzynarodowego Uniwersytetu Wrocławskiego. W 1949 uzyskał stopień naukowy doktora i pracował następnie jako adiunkt. W latach 1951–1957 usunięty z Uniwersytetu, pracował w Wyższej Szkole Ekonomicznej we Wrocławiu jako lektor języka angielskiego, w 1952 ukończył także studia filozoficzne na Uniwersytecie Wrocławskim.
Od 1957 ponownie pracował na Uniwersytecie Wrocławskim, habilitował się w 1963, w 1973 otrzymał tytuł profesora nadzwyczajnego, w 1982 profesora zwyczajnego, w 1985 przeszedł na emeryturę, ale kontynuował działalność naukową i dydaktyczną. Był także członkiem Komitetu Nauk Prawnych PAN, członkiem International Law Association, dyrektorem studiów Haskiej Akademii Prawa Międzynarodowego (1983), członkiem Komitetu Tworzenia Norm Zwyczajowych Prawa Międzynarodowego przy Komisji Prawa Międzynarodowego (1984–2000) oraz członkiem Stałego Trybunału Arbitrażowego w Hadze (1993–2005).
Został pochowany na Cmentarzu Świętej Rodziny we Wrocławiu.

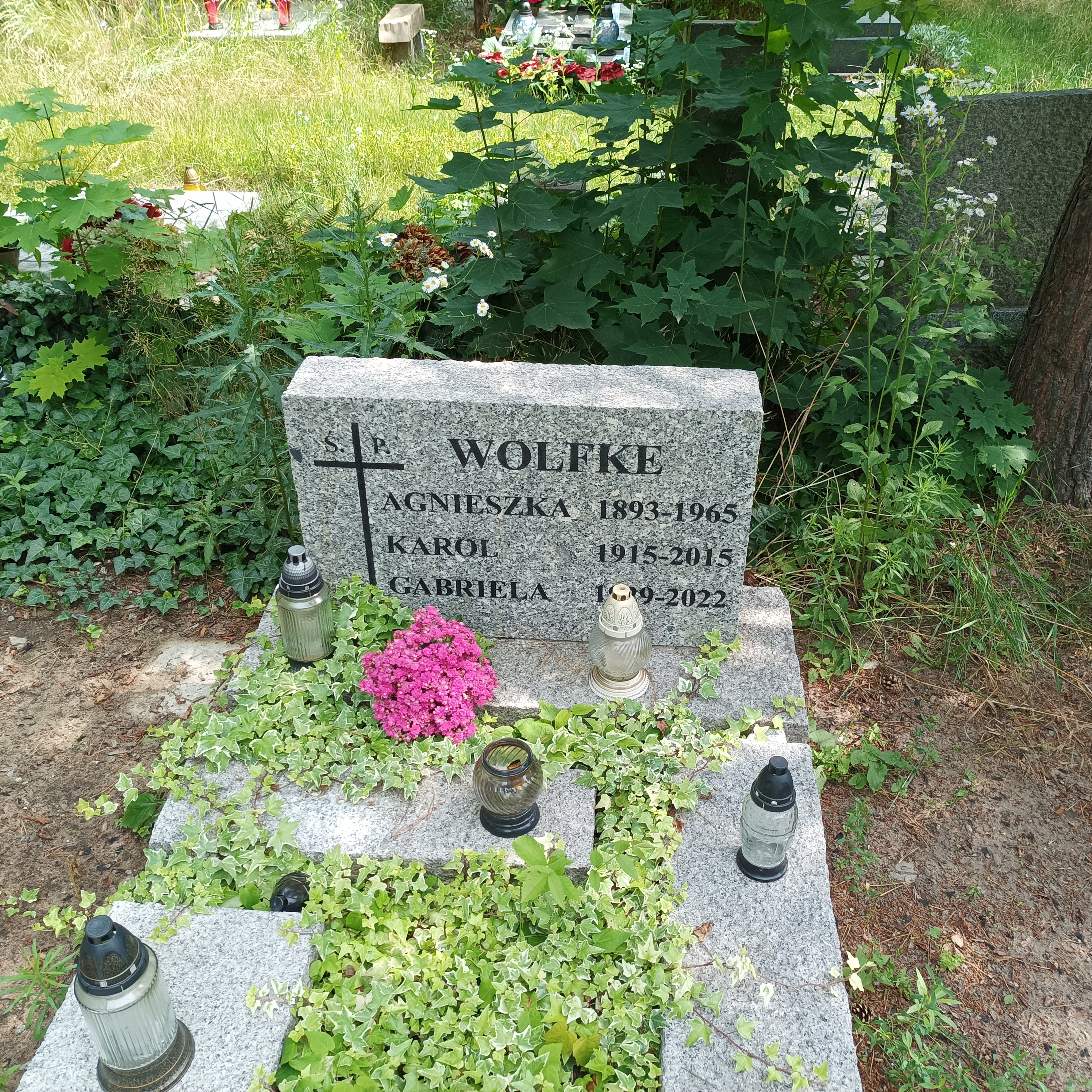
Grób prof. Karola Wolfkego na Cmentarzu Świętej Rodziny

## Publikacje
- Great and small powers in international law from 1814 to 1920. From the prehistory of the United Nations (1961)
- Custom in present international law (1964)
- Rozwój i kodyfikacja prawa międzynarodowego: wybrane zagadnienia z praktyki ONZ (1972)
- Międzynarodowe prawo środowiska (tworzenie i egzekwowanie) (1979)

## Odznaczenia i nagrody
Był odznaczony Krzyżem Kawalerskim Orderu Odrodzenia Polski (1974). W 1983 otrzymał Medal Komisji Edukacji Narodowej, a 1985 Złoty Medal Uniwersytetu Wrocławskiego.